# Landeerlaubnis
Das Wort Landeerlaubnis unterscheidet sich in seiner Bedeutung in der umgangssprachlichen Verwendung bzw. in Gesetzestext und Fachsprache.

## Umgangssprachliche Verwendung
Umgangssprachlich wird der Begriff für die Erlaubnis auf einem Flugplatz landen zu dürfen verwendet. (In der Fachsprache wird der Begriff Landefreigabe verwendet: Die Landefreigabe  – engl. landing-clearance – ist in der Luftfahrt die von der zuständigen Flugsicherungsstelle erteilte Genehmigung, eine Landung mit einem Luftfahrzeug durchführen zu dürfen. Gegenstück ist die Startfreigabe.).
Eine weitere Differenzierung wäre die „vorhergehende Genehmigung“ PPR, die eine Art Absprache zwischen dem verantwortlichen Piloten und dem anzufliegenden Flugplatz/-hafen ist und vor allem Sonderflughäfen und Sonderflugplätze betrifft.
Sowie der Begriff Landegenehmigung, der sich auf internationale Beziehungen und territoriale Entscheidungen bezieht.

## Regelung
Die Regelungen betreffen Starts und Landungen außerhalb von Flughäfen und Flugplätzen.

### Deutschland
- Im Luftverkehrsgesetz (LuftVG) § 25 geregelt:[1]

„1) Luftfahrzeuge dürfen außerhalb der für sie genehmigten Flugplätze nur starten und landen, wenn der Grundstückseigentümer oder sonst Berechtigte zugestimmt und die Luftfahrtbehörde eine Erlaubnis erteilt hat. Für Starts und Landungen von nicht motorgetriebenen Luftsportgeräten tritt an die Stelle der Erlaubnis der Luftfahrtbehörde die Erlaubnis des Beauftragten nach § 31c; dieser hat die Zustimmung der Luftfahrtbehörde einzuholen, wenn das Außenlandegelände weniger als 5 Kilometer von einem Flugplatz entfernt ist. Luftfahrzeuge dürfen außerdem auf Flugplätzen
1. außerhalb der in der Flugplatzgenehmigung festgelegten Start- oder Landebahnen oder
2. außerhalb der Betriebsstunden des Flugplatzes oder
3. innerhalb von Betriebsbeschränkungszeiten für den Flugplatz

nur starten und landen, wenn der Flugplatzunternehmer zugestimmt und die Genehmigungsbehörde eine Erlaubnis erteilt hat. Die Erlaubnis nach Satz 1, 2 oder 3 kann allgemein oder im Einzelfall erteilt, mit Auflagen verbunden und befristet werden.
(2) Einer Erlaubnis und Zustimmung nach Absatz 1 bedarf es nicht, wenn
1. der Ort der Landung infolge der Eigenschaften des Luftfahrzeugs nicht vorausbestimmbar ist,
2. die Landung auf einer Landestelle an einer Einrichtung von öffentlichem Interesse im Sinne von Absatz 4 erfolgt oder
3. die Landung aus Gründen der Sicherheit oder zur Hilfeleistung bei einer Gefahr für Leib oder Leben einer Person erforderlich ist; das Gleiche gilt für den Wiederstart nach einer solchen Landung mit Ausnahme des Wiederstarts nach einer Notlandung.

In den Fällen des Satzes 1 Nummer 1 und 2 ist die Besatzung des Luftfahrzeugs verpflichtet, dem Berechtigten über Namen und Wohnsitz des Halters, des Luftfahrzeugführers sowie des Versicherers Auskunft zu geben; bei einem unbemannten Luftfahrzeug ist sein Halter zu entsprechender Auskunft verpflichtet. Nach Erteilung der Auskunft darf der Berechtigte den Abflug oder die Abbeförderung des Luftfahrzeugs nicht verhindern.
(3) Der Berechtigte kann Ersatz des ihm durch den Start oder die Landung entstandenen Schadens nach den sinngemäß anzuwendenden §§ 33 bis 43 beanspruchen.
(4) Wer eine Landestelle an einer Einrichtung von öffentlichem Interesse nach Anhang II ARO.OPS.220 in Verbindung mit Anhang IV CAT.POL.H.225 der Verordnung (EU) Nr. 965/2012 der Kommission vom 5. Oktober 2012 zur Festlegung technischer Vorschriften und von Verwaltungsverfahren in Bezug auf den Flugbetrieb gemäß der Verordnung (EG) Nr. 216/2008 des Europäischen Parlaments und des Rates (ABl. L 296 vom 25.10.2012, S. 1) in der jeweils geltenden Fassung nutzt, bedarf der Genehmigung. Die Genehmigung wird vom Luftfahrt-Bundesamt erteilt. Sie kann mit Auflagen verbunden und befristet werden.
(5) § 30 Absatz 2 bleibt unberührt.“

### Österreich
- § 9 LFG LFG – Luftfahrtgesetz:[2]

„Außenlandungen und Außenabflüge
§ 9. (1) Zum Abflug und zur Landung von Luftfahrzeugen dürfen, soweit nicht in den Abs. 2 bis 4 und in § 10 etwas anderes bestimmt ist, nur Flugplätze (§ 58) benützt werden.
(2) Abflüge und Landungen außerhalb eines Flugplatzes (Außenabflüge und Außenlandungen) dürfen, soweit es sich um Zivilluftfahrzeuge handelt, nur mit Bewilligung des Landeshauptmannes durchgeführt werden. Der Antrag auf Bewilligung von Außenabflügen und Außenlandungen ist vom Halter oder verantwortlichen Piloten des Zivilluftfahrzeuges einzubringen. Die Bewilligung ist zu erteilen, wenn öffentliche Interessen nicht entgegenstehen oder ein am Außenabflug oder an der Außenlandung bestehendes öffentliches Interesse ein allenfalls entgegenstehendes öffentliches Interesse überwiegt. Die Bewilligung ist befristet und, insoweit dies zur Wahrung der öffentlichen Interessen erforderlich ist, mit Bedingungen und Auflagen zu erteilen. Sie ist unverzüglich zu widerrufen, wenn eine der Voraussetzungen, die zu ihrer Erteilung geführt haben, nicht oder nicht mehr vorliegt oder gegen Auflagen verstoßen wurde.
(2a) Ist es aufgrund des geplanten Einsatzes der Zivilluftfahrzeuge nicht möglich, die für die Außenabflüge oder Außenlandungen vorgesehenen Flächen im Antrag auf Bewilligung von Außenabflügen und Außenlandungen anzugeben, ist die Erteilung einer allgemeinen Bewilligung zulässig, wenn durch die Vorschreibung von Auflagen und Bedingungen sichergestellt werden kann, dass den Außenabflügen oder Außenlandungen keine öffentlichen Interessen entgegenstehen. Die übrigen Bestimmungen gemäß Abs. 2 bleiben unberührt.
(3) Außenabflüge und Außenlandungen von Militärluftfahrzeugen sind zulässig, wenn öffentliche Interessen, die das Interesse am Außenabflug beziehungsweise an der Außenlandung überwiegen, nicht entgegenstehen.
(4) Wenn es sich um die Benützung einer Landfläche handelt, ist die Außenlandung oder der Außenabflug gemäß Abs. 2 oder 3 außerdem nur zulässig, wenn der über das Grundstück Verfügungsberechtigte mit der Benützung einverstanden ist.
(5) Für Fallschirmabsprünge außerhalb von Flugplätzen über dicht besiedeltem Gebiet (Z 18 des Anhanges I der Verordnung (EU) Nr. 965/2012 zur Festlegung technischer Vorschriften und von Verwaltungsverfahren in Bezug auf den Flugbetrieb gemäß der Verordnung (EG) Nr. 216/2008, ABl. Nr. L 296 vom 25.10.2012 S. 1, in der Fassung der Verordnung (EU) 2015/2338, ABl. Nr. L 330 vom 16.12.2015 S. 1) gelten die Bestimmungen der Abs. 2 bis 4.
(6) Die Bestimmungen des Abs. 1 bis 4 gelten sinngemäß auch für die Fortbewegung mit eigener Kraft von Luftfahrzeugen am Boden.“

### Schweiz
- Aussenlandeverordnung AuLaV 748.132.3[3]

„1. Titel: Gegenstand, Geltungsbereich und Begriffe:
Art. 1
Gegenstand und Geltungsbereich 1  Diese  Verordnung  regelt,  unter  welchen  Voraussetzungen  Aussenlandungen  und  diesen dienende Bauten und Anlagen zulässig sind. 
2  Als  Aussenlandung  gilt  das  Abfliegen  oder  Landen  ausserhalb  von  Flugplätzen  sowie  das  Aufnehmen  oder  Absetzen  von  Personen  oder  Sachen  ausserhalb  von  Flugplätzen, wenn das Luftfahrzeug keinen Bodenkontakt hat. 
3 Diese Verordnung gilt nur für zivile, bemannte Luftfahrzeuge. 
4  Für  den  Bau  und  Betrieb  folgender  Landestellen  sowie  für  das  Abfliegen  und  Landen auf ihnen gilt diese Verordnung nicht: a.      Landestellen  bei  Spitälern  sowie  andere  Landestellen  zur  Hilfeleistung;  es  gilt  Artikel  56  der  Verordnung  vom  23.  November  19943  über  die  Infra-struktur der Luftfahrt (VIL); b.     Gebirgslandeplätze;  es  gelten  Artikel  8  Absätze  3–5  LFG  und  Artikel  54  VIL. 5  Sie  gilt  auch  nicht  für  Aussenlandungen  im  Rahmen  von  öffentlichen  Flugveran-staltungen; es gelten die Artikel 85–91 der Luftfahrtverordnung vom 14. November 19734 (LFV). 
Art. 2  Begriffe  In dieser Verordnung bedeuten:
- a) Gewerbsmässiger Flug: Flug nach Artikel 100 Absätze 1 und 2 LFV5;
- b) Personentransporte  zu  touristischen  oder  sportlichen  Zwecken:  gewerbs-mässige Personentransporte, die:
  - 1.  der Ausübung einer Freizeitaktivität mit überwiegendem Vergnügungs-charakter dienen, oder
  - 2. keinen  engen  Bezug  zum  Ort  aufweisen,  an  dem  die  Aussenlandungen  stattfinden,  und  deren  Ausgangspunkt  oder  Ziel  oberhalb  von  1100  m  über Meer liegt;

- c) Flüge  zu  Arbeitszwecken:  gewerbsmässige  Flüge  unter  Ausschluss  der  Personentransporte  zu  touristischen  und  sportlichen  Zwecken;  Flüge,  die  von  Unternehmen  zu  eigenen  Zwecken  durchgeführt  werden,  werden  dabei  als  gewerbsmässige Flüge behandelt;
- d) Nacht: Zeit  zwischen  dem  Ende  der  bürgerlichen  Abenddämmerung  und  dem Beginn der bürgerlichen Morgendämmerung;
- e) Feiertage:  Neujahr,  Auffahrt,  1.  August  und  Weihnachtstag  sowie  die  nach  dem jeweiligen kantonalen Recht den Sonntagen gleichgestellten Tage;
- f) Wohngebiet:  Siedlungsgebiet  oder  Gruppe  von  mindestens  zehn  bewohnten  Gebäuden, einschliesslich des Gebiets im Umkreis von 100 m um die Häuser. 2. Titel: Gemeinsame Bestimmungen für Aussenlandungen bei allen Kategorien von Flügen 1. Kapitel: Zulässigkeit

Art. 3:
Grundsatz 
-   - 1  Aussenlandungen  sind  zulässig,  sofern  diese  Verordnung  keine  Einschränkungen  vorsieht.
  - 2  Sie  bedürfen  einer  Bewilligung  der  jeweils  zuständigen  Stelle,  sofern  diese  Verordnung dies allgemein (2. Titel) oder für einzelne Kategorien von Flügen (3. Titel) vorsieht.

Art. 4:
Vorbehaltenes  Privatrecht – Die  Rechte  der  an  einem  Grundstück  Berechtigten  insbesondere  auf  Abwehr  von  Besitzesstörungen und Ersatz ihres Schadens bleiben vorbehalten.“

## Nachtflugregelungen

### Österreich
In Österreich gibt es kein generelles Nachtflugverbot. Es gibt einen Mediationsvertrag zwischen Flughafen Wien, Austro Control, Austrian Airlines Group, den Ländern, Umweltanwaltschaften, Gemeinden und Bürgerinitiativen, welche den Nachtflugbetrieb beschränken.
In Österreich durften während der Nacht An- und Abflüge auf den Flughäfen Innsbruck, Salzburg, Linz, Graz, Klagenfurt nur mit Flugzeugen mit Strahlantrieb erfolgen. Salzburg hat von den neuen Regelungsmöglichkeiten der Internationale Zivilluftfahrtorganisation (ICAO) Gebrauch gemacht, nachdem am Morgen von 6.00 bis 7.00 Uhr und am Abend von 21.00 bis 23.00 Uhr nur Bewegungen der neuen (lärmarmen) Generation der Kap. 3 Flugzeuge zugelassen sind.

### Schweiz
Als Maßnahme gegen den Fluglärm sind Starts- und Landungen grundsätzlich zwischen 22 Uhr und 6 Morgens untersagt.